# Runaway Bay (Texas)
Runaway Bay es una ciudad ubicada en el condado de Wise en el estado estadounidense de Texas. En el Censo de 2010 tenía una población de 1286 habitantes y una densidad poblacional de 73,18 personas por km².

## Geografía
Runaway Bay se encuentra ubicada en las coordenadas 33°10′32″N 97°52′7″O / 33.17556, -97.86861. Según la Oficina del Censo de los Estados Unidos, Runaway Bay tiene una superficie total de 17.57 km², de la cual 6.52 km² corresponden a tierra firme y (62.89%) 11.05 km² es agua.

## Demografía
Según el censo de 2010, había 1286 personas residiendo en Runaway Bay. La densidad de población era de 73,18 hab./km². De los 1286 habitantes, Runaway Bay estaba compuesto por el 95.57% blancos, el 0.16% eran afroamericanos, el 1.17% eran amerindios, el 0.23% eran asiáticos, el 0% eran isleños del Pacífico, el 1.17% eran de otras razas y el 1.71% pertenecían a dos o más razas. Del total de la población el 7.15% eran hispanos o latinos de cualquier raza.